# ダルボ・バルサス (カウナス)
『ダルボ・バルサス』（リトアニア語: Darbo balsas）は、1929年にリトアニアの臨時首都カウナスで発行されていたリトアニア社会民主党の週刊紙。『ソツィアルデモクラタス』の後継として1929年6月27日に創刊され、1929年12月12日まで全25号が発行された。リトアニアの政治や経済、労働者の抱える問題などを取り上げた。編集者はアルフォンサス・グチャスで、アドマス・ダギースやヨナス・ダギースが編集に携わった。出版責任者はステポナス・カイリース、ヴァツロヴァス・ビエルスキス、リュダス・プレニエネ。